# Friedrich Kleemann
Friedrich Kleemann (* 12. April 1827 in Zwinge; † nach 1880) war ein preußischer Kreissekretär und Landrat des Kreises Heinsberg.

## Leben
Friedrich Kleemann diente zunächst bis 1856 als aktiver Soldat und stand nachfolgend bis 1866 in privatem Dienst. Ab 1867 als Militär-Supernumerar bei der Regierung Aachen beschäftigt, war er ab 1872 als Kreissekretär in Heinsberg tätig. Nachdem der dortige Landrat, Wilhelm Leopold Janssen am 24. Mai 1876 als Landrat zur Disposition gestellt worden war, versah Kleemann die Verwaltung des Landratsamtes Heinsberg vom 10. Juni bis zum 5. September 1876 auftragsweise. Im Anschluss als Kreissekretär auf dem Landratsamt Geilenkirchen beschäftigt, trat Kleemann 1880 in den Ruhestand.